# 龍運巴士E36線
龍運巴士E36線是香港一條來往元朗（八鄉路）及機場（地面運輸中心）的巴士路線，途經錦田（高埔村）、凹頭、元朗大馬路，取道元朗公路、屯門赤鱲角隧道及順朗路往返東涌市中心和機場後勤區。此路線前身為途經大欖隧道及青嶼幹線的E34B線，因配合屯門赤鱲角隧道第二階段巴士路線重組而改經該路並更改線號，並同時伸延服務範圍至凹頭一帶。
龍運巴士E36C線是香港一條來往元朗（德業街）及飛機維修區的巴士路線，只於星期一至五清晨設去程及下午繁忙時間設回程服務，途經形點、元朗大馬路、兆康苑、菁田邨、寶田邨、田景邨、山景邨、龍門居、屯門碼頭，取道屯門赤鱲角隧道往返機場航膳區、機場貨運區及商用航空區。
龍運巴士E36P線是香港一條來往上村及航天城的巴士路線，只於星期一至六清晨設去程及下午繁忙時間設回程服務，途經錦上路、錦田、凹頭、大欖隧道、青嶼幹線、東涌市中心及機場後勤區，便利八鄉的居民往返大嶼山。
龍運巴士E36S線是香港一條來往來往元朗（媽橫路）及機場（地面運輸中心）的巴士路線，本線於星期一至六上午設去程及下午設回程服務，途經及取道則與已取消的龍運巴士E34B線相同，但不會途經暢航路一號客運大樓分站。

## 歷史
有關此路線前身E34B線的發展沿革，詳見條目龍運巴士E34B線。
- 2021年6月20日：配合屯門赤鱲角隧道通車第二階段巴士路線重組，E34B線更改線號為E36，並實施以下改動：[1][2][3]
  - 改經屯門赤鱲角隧道公路，不經大欖隧道及青嶼幹線，取消大欖隧道及青馬收費廣場分站，改停屯門赤鱲角隧道轉車站；
  - 位於元朗大馬路的原有車站方向對調，往機場方向新增位於該路的元朗警署、水邊村及元朗公園分站；
  - 不再途經媽廟路，取消水邊圍邨康水樓分站；
  - 元朗區總站搬遷至八鄉路，新增錦河路、高埔村、下高埔村、凹頭、東成里及楊屋村分站（楊屋村分站只限機場方向停靠）；
  - 取消機場方向的暢航路一號客運大樓分站；
  - 增設來往形點I及機場的特別班次，分別於星期一至五上午及下午繁忙時間提供往機場及往形點方向服務。
  - 增設E36P線，來往上村及機場博覽館，途經大欖隧道及青馬大橋，逢星期一至六於05:10及06:10由上村開出，及17:40及18:10由機場博覽館開出。
- 2021年8月30日：實施下列改動： [4]
  - 每日由八鄉路開出之頭班車提早至05:05；
  - 取消來往形點I及機場的特別班次，相關班次改由E36S線提供，總站及走線與原有E34B大致相同。
- 2023年11月26日：E36P線機場總站遷往航天城交通總匯。[5]
- 2024年9月30日：E36P線來回方向增停錦上路「石上路」站。
- 2025年1月20日： E36C線投入服務[6]。
- 2025年5月19日：E36P線往上村方向改以錦上路「上村球場」為終點站，不再駛入上村巴士總站[7]。

## 服務時間及班次
E36
| 元朗（八鄉路）開 | 元朗（八鄉路）開 | 元朗（八鄉路）開 | 機場（地面運輸中心）開 | 機場（地面運輸中心）開 | 機場（地面運輸中心）開 |
| 日期             | 服務時間         | 班次（分鐘）     | 日期                   | 服務時間               | 班次（分鐘）           |
| ---------------- | ---------------- | ---------------- | ---------------------- | ---------------------- | ---------------------- |
| 星期一至六       | 05:05-06:05      | 20               | 星期一至六             | 05:20-07:00            | 25                     |
| 星期一至六       | 06:05-06:50      | 15               | 星期一至六             | 07:00-10:00            | 20                     |
| 星期一至六       | 06:50-13:30      | 20               | 星期一至六             | 10:00-15:00            | 25                     |
| 星期一至六       | 13:30-23:30      | 25               | 星期一至六             | 15:00-16:45            | 15                     |
|                  |                  |                  | 星期一至六             | 17:10、17:30、17:50    |                        |
| 18:15-19:15      | 30               |                  | 星期一至六             |                        |                        |
| 19:15-23:00      | 25               |                  | 星期一至六             |                        |                        |
| 23:00-00:00      | 15               |                  | 星期一至六             |                        |                        |
| 星期日及公眾假期 | 05:05            | 05:05            | 星期日及公眾假期       | 05:20-07:00            | 25                     |
| 星期日及公眾假期 | 05:25-06:10      | 15               | 星期日及公眾假期       | 07:00-10:00            | 20                     |
| 星期日及公眾假期 | 06:10-12:10      | 20               | 星期日及公眾假期       | 10:00-15:00            | 25                     |
| 星期日及公眾假期 | 12:10-13:10      | 15               | 星期日及公眾假期       | 15:00-16:00            | 20                     |
| 星期日及公眾假期 | 13:10-13:30      | 20               | 星期日及公眾假期       | 16:00-18:00            | 15                     |
| 星期日及公眾假期 | 13:30-23:30      | 25               | 星期日及公眾假期       | 18:00-00:00            | 20                     |

E36C
- 星期一至五：
  - 元朗（德業街）開：06:00
  - 飛機維修區開：20:10

E36P
- 星期一至六：
  - 上村開：05:10、06:10
  - 航天城開：17:40、18:10

E36S
- 星期一至六：
  - 元朗（媽橫路）開：05:30、05:55、06:15、06:35、06:55、07:10、07:25、07:40、07:55、08:15、08:40
  - 機場（地面運輸中心）開：17:00、17:20、17:40、18:00、18:30、19:00

E36C星期六、日及公眾假期不設服務
E36P及E36S星期日及公眾假期不設服務

## 收費
| 路線 | 全程收費 | 分段收費 |
| ---- | -------- | --- |
| E36  | $14.4    | - 屯門赤鱲角隧道轉車站往機場（地面運輸中心）：$12.4 - 過北大嶼山公路後往機場（地面運輸中心）：$4.5 - 鳳池村往元朗（八鄉路）：$6.4                                   |
| E36P | $14.4    | - 青嶼幹線轉車站往航天城：$11.2 - 過北大嶼山公路後往航天城：$4.5 - 大欖隧道轉車站往元朗（上村）：$9.4 - 過博愛交匯處後往元朗（上村）：$6.4                          |
| E36S | $14.4    | - 青嶼幹線轉車站往機場（地面運輸中心）：$11.2 - 過北大嶼山公路後往機場（地面運輸中心）／過博愛交匯處後往元朗（媽橫路）：$4.5 - 大欖隧道轉車站往元朗（媽橫路）：$9.4 |
| E36C | $14.8    | - 過北大嶼山公路後往飛機維修區：$4.5 - 蝴蝶灣往元朗（德業街）：$6.8 - 鳳池村往元朗（德業街）：$4.8                                                                  |

| - 本線設有12歲以下小童及65歲或以上長者半價優惠。 - 65歲或以上香港居民使用「樂悠咭」，以及12歲以下合資格殘疾兒童使用「殘疾人士身份」個人八達通繳付車資，均可享有每程$2.0或半價（以較低者為準）的票價優惠；12至64歲合資格殘疾人士使用「殘疾人士身份」個人八達通（包括「樂悠咭」），以及60至64歲香港居民使用「樂悠咭」繳付車資，均可享有每程$2.0或全費（以較低者為準）的票價優惠。 - 65歲或以上長者如使用長者或一般個人八達通繳付車資，則只可享有半價優惠；12至64歲合資格殘疾人士如不使用「殘疾人士身份」個人八達通，以及60至64歲人士如不使用「樂悠咭」繳付車資，必須繳付全費。 - 乘客可以現金或八達通於上車時付款，不設找續。 - 每位成人乘客可免費攜帶最多兩名4歲以下而不佔座位的兒童乘客乘車，超額之4歲以下小童必須繳付小童車費乘車。 - 持有「九巴月票」之乘客在車票有效期內，每日可享最多10程任何九龍巴士及龍運巴士路線（包括本路線，以及聯營路線的九龍巴士／龍運巴士提供的班次；惟乘搭機場「A」及「NA」線則可享原價二七折優惠（不會計算每天10次合資格車程））；而B1線則每日可享最多各2程（不會計算每天10次合資格車程）。 - 九龍巴士、城巴、龍運巴士及陽光巴士全職員工及家屬（不包括外判職員）可免費乘搭本路線，惟必須拍職員或職員家屬八達通。 - 乘客亦可透過多元化電子支付系統（e度嘟）繳付車資，包括使用非接觸式VISA卡、JCB卡、萬事達卡、銀聯卡、美國運通、大來國際、Discover Card、Apple Pay、Google Pay、Samsung Pay、AlipayHK「易乘碼」、支付寶、WeChatHK／微信支付「搭車碼」、銀聯雲閃付「乘車碼」及BOC Pay「乘車碼」。乘客使用此付款方式，使用此支付方式的乘客可享有中途下車之分段收費，以及與其他九巴／龍運獨營路線或聯營線九巴／龍運班次之轉乘優惠，惟不適用於與非九巴／龍運路線之轉乘優惠，亦不能享有「公共交通費用補貼計劃」及「長者及合資格殘疾人士公共交通票價優惠計劃」。 - 此路線接受接受以非接觸式Visa、萬事達卡、銀聯卡、Apple Pay、Google Pay、Samsung Pay、AlipayHK「易乘碼」及銀聯雲閃付「乘車碼」繳付車資。使用此等付款方式將只可享有其他同樣接受此付款方式的路線的轉乘優惠，亦不能受惠於劃一$2票價優惠及公共交通費用補貼計劃。 |

### 八達通轉乘優惠
乘客登上本線後指定時間內以同一張八達通卡轉乘以下路線，或從以下路線登車後指定時間內以同一張八達通卡轉乘本線，次程可獲車資折扣優惠：
E36←→龍運A線，於屯門赤鱲角隧道轉車站轉乘
- A33、A33X、A34、A36或A37往機場 → E36往機場，次程車資全免，轉乘時限為150分鐘
- E36往元朗（只限於大嶼山登車者） → A33、A33X、A34、A36或A37往市區，回贈首程車資，轉乘時限為90分鐘

E36(P/S)←→S64、嶼巴3M、11、23、37、38系，次程可獲$1折扣優惠
- E36(P/S)往機場 → S64往逸東邨、嶼巴3M、11、23往南大嶼山、37任何方向或38/38P往逸東邨，轉乘時限為150分鐘
- S64往機場、嶼巴3M、11、23往東涌、37任何方向或38/38P往東涌站 → E36(P/S)往元朗，轉乘時限為90分鐘

E36(P/S)←→城巴S52，次程可獲$0.5折扣優惠
- E36(P)往機場 → S52往飛機維修區，轉乘時限為150分鐘
- S52往逸東邨 → E36(P/S)往元朗，轉乘時限為90分鐘

E36P/E36S←→龍運E線
- E36P/E36S往機場 → E31往逸東邨、E32A往東涌北，次程車資全免，於青嶼幹線轉車站轉乘，轉乘時限為150分鐘
- E31往荃灣、E32A往葵芳 → E36P/E36S往元朗，回贈首程車資，於青嶼幹線轉車站轉乘，轉乘時限為90分鐘

E36P/E36S←→龍運A線，於青嶼幹線轉車站轉乘
- 龍運A線往機場 → E36P/E36S往機場，次程車資全免，轉乘時限為150分鐘
- E36P/E36S往元朗 → 龍運A線往市區，回贈首程車資，轉乘時限為90分鐘

E36P/E36S←→R8，於青嶼幹線轉車站轉乘，次程可獲$1折扣優惠
- E36P/E36S往機場 → R8往迪士尼樂園，轉乘時限為120分鐘
- R8往青馬收費廣場 → E36P/E36S任何方向，轉乘時限為60分鐘

## 用車
E36及E36S現時合共獲派12輛巴士行走。

## 行車路線
E36
元朗（八鄉路）開經：八鄉路、錦河路、錦田公路、青山公路（元朗段、屏山段）、朗天路、唐人新村交匯處、元朗公路、屯門公路、皇珠路、龍富路、屯門赤鱲角隧道公路、順朗路、北大嶼山公路、東涌東交匯處、裕東路、順東路、赤鱲角南路、駿運路、駿運路交匯處、航膳西路、駿運路交匯處、觀景路、東岸路、機場路及暢連路。
機場（地面運輸中心）開經：暢連路、機場南交匯處、機場路、東岸路、觀景路、駿明路、觀景路、駿運路交匯處、航膳西路、駿運路交匯處、駿運路、駿坪路、赤鱲角南路、順東路、達東路、順東路、裕東路、東涌東交匯處、北大嶼山公路、順朗路、屯門赤鱲角隧道公路、龍富路、皇珠路、屯門公路、元朗公路、朗天路、水邊圍交匯處、宏達路、媽橫路、青山公路（屏山段、元朗段）、朗日路、形點交通交匯處、朗日路、青山公路—元朗段、錦田公路、錦河路、八鄉路、青朗公路及八鄉路。
E36C
元朗（德業街）開經：德業街、康業街、寶業街、朗業街、朗日路、青山公路—元朗段、博愛交匯處、青山公路（元朗段、屏山段）、朗天路、唐人新村交匯處、元朗公路、藍地交匯處、青麟路、紫田路、欣寶路、興貴街（北行）、迴旋處、興貴街（南行）、鳴琴路、田景路、鳴琴路、青雲路、龍門路、湖山路、湖景路、湖翠路、湖山路、龍門路、屯門赤鱲角隧道公路、順朗路、北大嶼山公路、機場路、駿運路交匯處、航膳西路、駿運路交匯處、駿運路、駿坪路及南環路。
飛機維修區開經：南環路、駿坪路、駿運路、駿運路交匯處、航膳西路、駿運路交匯處、機場路、北大嶼山公路、順朗路、屯門赤鱲角隧道公路、龍門路、湖山路、湖翠路、湖景路、湖山路、龍門路、青雲路、鳴琴路、田景路、鳴琴路、興貴街（北行）、迴旋處、興貴街（南行）、欣寶路、紫田路、青麟路、藍地交匯處、元朗公路、朗天路、水邊圍交匯處、宏達路、媽橫路、青山公路（屏山段、元朗段）、朗日路、形點交通交匯處、朗日路、青山公路—元朗段、博愛交匯處、青山公路－元朗段、元朗安樂路、寶業街及德業街。
E36P
上村開經：錦田公路、上村迴旋處、錦田公路、錦上路、東匯路、錦田公路、青山公路—元朗段、博愛交匯處、元朗公路、青朗公路（大欖隧道、汀九橋）、青衣西北交匯處、青嶼幹線、北大嶼山公路、東涌東交匯處、裕東路、順東路、赤鱲角南路、駿運路、駿運路交匯處、航膳西路、駿運路交匯處、觀景路、東岸路、機場路、暢連路、機場（地面運輸中心）巴士總站、暢連路、機場南交匯處、暢連路、航天城交匯處、航天城路及航天城第二街。
航天城開經：航天城第三街、航天城東路、航天城交匯處、暢連路、機場南交匯處、暢連路、機場（地面運輸中心）巴士總站、暢連路、機場南交匯處、機場路、東岸路、觀景路、駿明路、觀景路、駿運路交匯處、航膳西路、駿運路交匯處、駿運路、駿坪路、赤鱲角南路、順東路、達東路、順東路、裕東路、東涌東交匯處、北大嶼山公路、青嶼幹線、青衣西北交匯處、青朗公路（汀九橋、大欖隧道）、元朗公路、博愛交匯處、青山公路—元朗段、錦田公路、東匯路及錦上路。
E36S
元朗（媽橫路）開經：媽橫路、青山公路（屏山段、元朗段）、朗日路、形點交通交匯處、朗日路、青山公路—元朗段、博愛交匯處、元朗公路、青朗公路（大欖隧道、汀九橋）、青衣西北交匯處、青嶼幹線、北大嶼山公路、東涌東交匯處、裕東路、順東路、赤鱲角南路、駿運路、駿運路交匯處、航膳西路、駿運路交匯處、觀景路、東岸路、機場路及暢連路。
機場（地面運輸中心）開經：暢連路、機場南交匯處、機場路、東岸路、觀景路、駿明路、觀景路、駿運路交匯處、航膳西路、駿運路交匯處、駿運路、駿坪路、赤鱲角南路、順東路、達東路、順東路、裕東路、東涌東交匯處、北大嶼山公路、青嶼幹線、青衣西北交匯處、青朗公路（汀九橋、大欖隧道）、元朗公路、博愛交匯處、青山公路—元朗段、擊壤路、元朗安寧路、媽廟路及媽橫路。

### 沿線車站

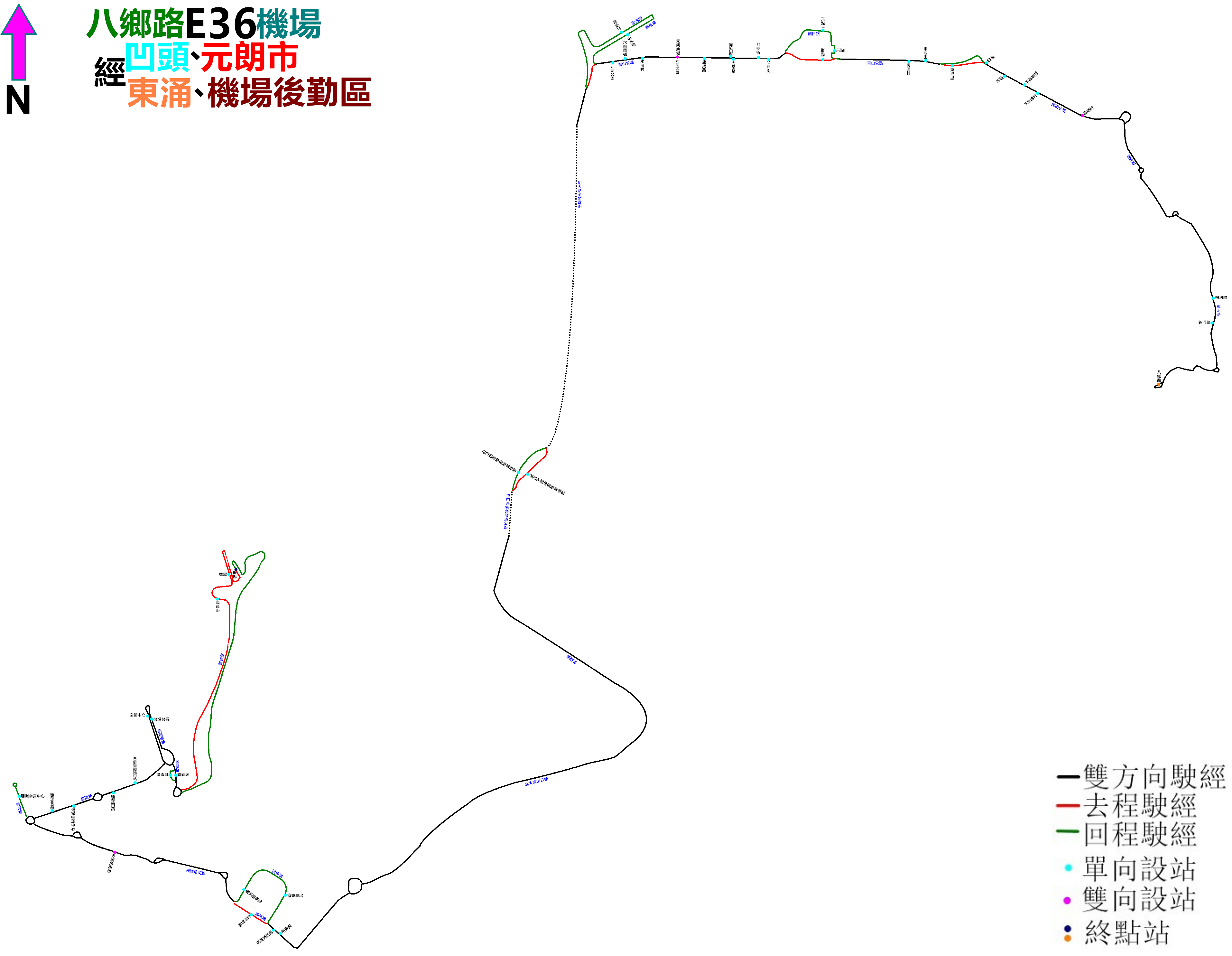
E36線的走線圖

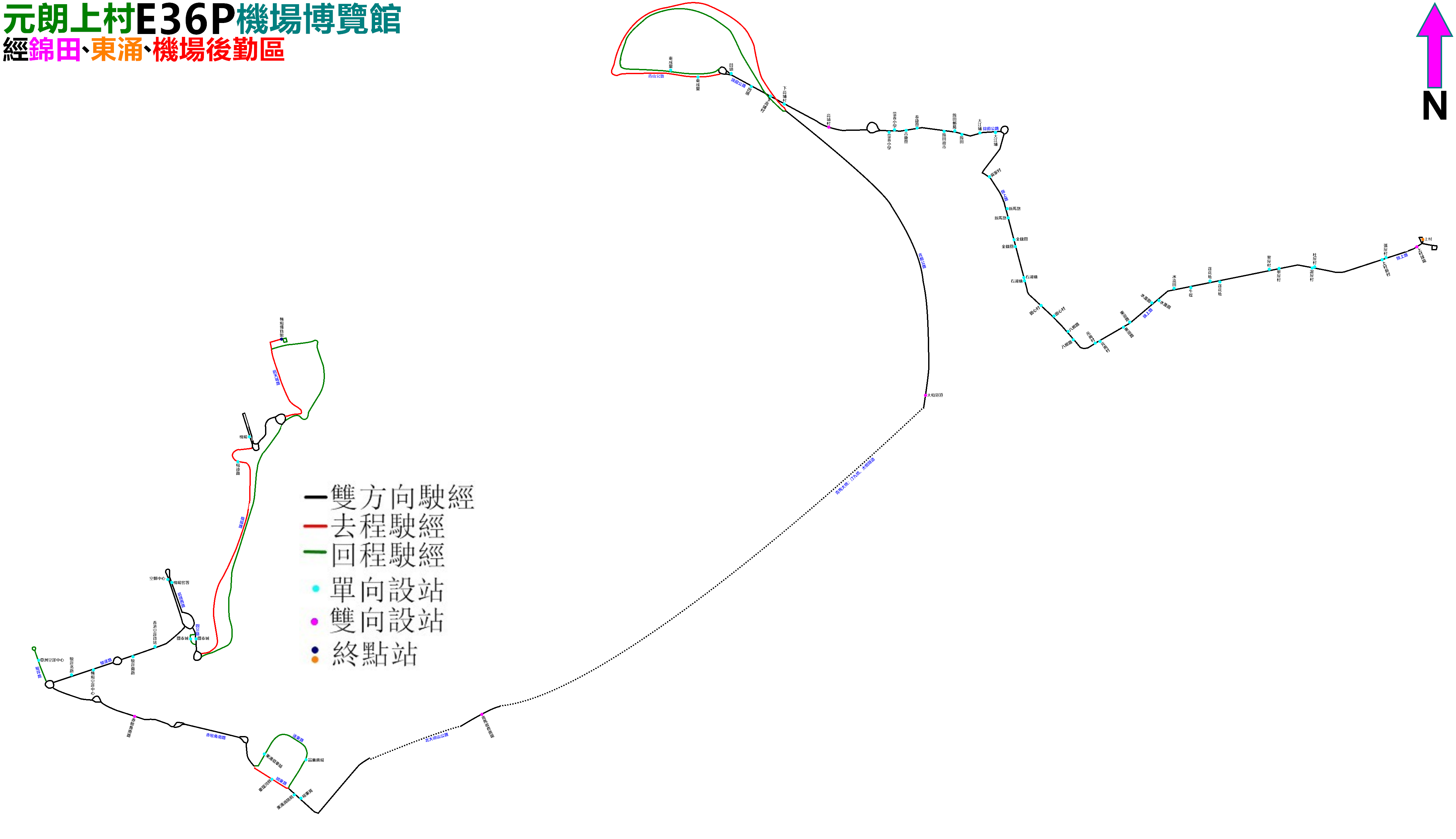
E36P線的走線圖

E36
| 元朗（八鄉路）開 | 元朗（八鄉路）開             | 元朗（八鄉路）開             | 機場（地面運輸中心）開 | 機場（地面運輸中心）開       | 機場（地面運輸中心）開       |
| 序號             | 車站名稱                     | 位置                         | 序號                   | 車站名稱                     | 位置                         |
| ---------------- | ---------------------------- | ---------------------------- | ---------------------- | ---------------------------- | ---------------------------- |
| 1                | 八鄉路（大欖轉車站）巴士總站 | 八鄉路巴士總站               | 1                      | 機場（地面運輸中心）巴士總站 | 機場（地面運輸中心）巴士總站 |
| 2                | 錦河路                       | 錦河路                       | 2                      | 國泰城                       | 駿明路                       |
| 3                | 高埔村                       | 錦田公路                     | 3                      | 機場警署                     | 航膳西路                     |
| 4                | 下高埔村                     | 錦田公路                     | 4                      | 駿運南路                     | 駿運路                       |
| 5                | 凹頭                         | 錦田公路                     | 5                      | 機場空運中心                 | 駿運路                       |
| 6                | 東成里                       | 青山公路-元朗段              | 6                      | 亞洲空運中心                 | 駿坪路                       |
| 7                | 楊屋村                       | 青山公路-元朗段              | 7                      | 赤鱲角南路                   | 赤鱲角南路                   |
| 8                | 形點 I                       | 青山公路-元朗段              | 8                      | 東涌纜車站                   | 達東路                       |
| 9                | 又新街（S1）                 | 青山公路-元朗段              | 9                      | 富東廣場                     | 達東路                       |
| 10               | 大棠路（S6）                 | 青山公路-元朗段              | 10                     | 裕東苑                       | 順東路                       |
| 11               | 康樂路（S11）                | 青山公路-元朗段              | 11                     | 屯門赤鱲角隧道轉車站（T3）   | 屯門赤鱲角隧道               |
| 12               | 元朗警署（S13）              | 青山公路-元朗段              | 12                     | 鳳池村                       | 宏達路                       |
| 13               | 水邊村                       | 青山公路－屏山段             | 13                     | 山水樓                       | 媽橫路                       |
| 14               | 元朗公園                     | 青山公路－屏山段             | 14                     | 水邊圍邨                     | 青山公路－屏山段             |
| 15               | 屯門赤鱲角隧道轉車站（A3）   | 屯門赤鱲角隧道               | 15                     | 元朗廣場（N2）               | 青山公路－元朗段             |
| 16               | 東涌消防局                   | 順東路                       | 16                     | 同樂街（N12）                | 青山公路－元朗段             |
| 17               | 東堤灣畔                     | 順東路                       | 17                     | 谷亭街（N17）                | 青山公路－元朗段             |
| 18               | 赤鱲角南路                   | 赤鱲角南路                   | 18                     | 形點II                       | 朗日路                       |
| 19               | 駿運北路                     | 駿運路                       | 19                     | 形點I                        | 形點交通交匯處               |
| 20               | 香港空運貨站                 | 駿運路                       | 20                     | 東成里                       | 青山公路-元朗段              |
| 21               | 空郵中心                     | 航膳西路                     | 21                     | 凹頭                         | 錦田公路                     |
| 22               | 國泰城                       | 觀景路                       | 22                     | 下高埔村                     | 錦田公路                     |
| 23               | 暢連路                       | 暢連路                       | 23                     | 高埔村                       | 錦田公路                     |
| 24               | 機場（地面運輸中心）巴士總站 | 機場（地面運輸中心）巴士總站 | 24                     | 錦河路                       | 錦河路                       |
|                  |                              |                              | 25                     | 八鄉路（大欖轉車站）巴士總站 | 八鄉路巴士總站               |

E36C
| 元朗（德業街）開 | 元朗（德業街）開           | 元朗（德業街）開       | 飛機維修區開 | 飛機維修區開               | 飛機維修區開           |
| 序號             | 車站名稱                   | 位置                   | 序號         | 車站名稱                   | 位置                   |
| ---------------- | -------------------------- | ---------------------- | ------------ | -------------------------- | ---------------------- |
| 1                | 元朗（德業街）巴士總站     | 元朗（德業街）巴士總站 | 1            | 飛機維修區                 | 南環路                 |
| 2                | 尚豪庭                     | 寶業街                 | 2            | 政府飛行服務隊             | 南環路                 |
| 3                | 形點 II                    | 朗日路                 | 3            | DHL中亞區樞紐中心          | 南環路                 |
| 4                | 形點 I                     | 青山公路-元朗段        | 4            | 亞洲空運中心               | 駿坪路                 |
| 5                | 又新街（S1）               | 青山公路-元朗段        | 5            | 駿運北路                   | 駿運路                 |
| 6                | 大棠路（S6）               | 青山公路-元朗段        | 6            | 香港空運貨站               | 駿運路                 |
| 7                | 康樂路（S11）              | 青山公路-元朗段        | 7            | 機場警署                   | 航膳西路               |
| 8                | 元朗警署（S13）            | 青山公路-元朗段        | 8            | 屯門赤鱲角隧道轉車站（T3） | 屯門赤鱲角隧道         |
| 9                | 水邊村                     | 青山公路－屏山段       | 9            | 蝴蝶灣                     | 龍門路                 |
| 10               | 元朗公園                   | 青山公路－屏山段       | 10           | 蝴蝶站                     | 龍門路                 |
| 11               | 五柳路                     | 青麟路                 | 11           | 蝴蝶灣體育館               | 湖山路                 |
| 12               | 兆康路                     | 青麟路                 | 12           | 湖山網球場（悅湖山莊）     | 湖山路                 |
| 13               | 菁田邨                     | 欣寶路公共運輸交匯處   | 13           | 邁亞美海灣                 | 湖翠路                 |
| 14               | NOVO LAND                  | 欣寶路                 | 14           | 屯門碼頭                   | 湖翠路                 |
| 15               | 和田邨                     | 興貴街                 | 15           | 湖景邨湖畔樓               | 湖景路                 |
| 16               | 盈豐園（S1）               | 鳴琴路                 | 16           | 湖景邨湖翠樓               | 湖景路                 |
| 17               | 田景邨田樂樓               | 田景路                 | 17           | 新屯門中心                 | 龍門路                 |
| 18               | 田景邨田裕樓               | 田景路                 | 18           | 龍門站                     | 龍門路                 |
| 19               | 石排站                     | 鳴琴路                 | 19           | 青雲站                     | 青雲路                 |
| 20               | 鳴琴站                     | 鳴琴路                 | 20           | 鳴琴站                     | 鳴琴路                 |
| 21               | 青雲站                     | 青雲路                 | 21           | 石排站                     | 鳴琴路                 |
| 22               | 聖彼得堂                   | 青雲路                 | 22           | 新圍苑                     | 田景路                 |
| 23               | 富健花園                   | 龍門路                 | 23           | 兆邦苑                     | 田景路                 |
| 24               | 新屯門中心                 | 龍門路                 | 24           | 寶田（T1）                 | 鳴琴路                 |
| 25               | 湖景邨湖翠樓               | 湖景路                 | 25           | 和田邨                     | 興貴街                 |
| 26               | 屯門碼頭（兆禧苑）         | 湖翠路                 | 26           | NOVO LAND                  | 欣寶路                 |
| 27               | 邁亞美海灣                 | 湖翠路                 | 27           | 紫田村                     | 欣寶路                 |
| 28               | 湖山網球場（悅湖山莊）     | 湖山路                 | 28           | 欣田邨                     | 青麟路                 |
| 29               | 兆山苑椰景閣               | 湖山路                 | 29           | 五柳路                     | 青麟路                 |
| 30               | 兆山苑柳景閣               | 龍門路                 | 30           | 鳳池村                     | 宏達路                 |
| 31               | 蝴蝶灣                     | 龍門路                 | 31           | 山水樓                     | 媽橫路                 |
| 32               | 屯門赤鱲角隧道轉車站（A4） | 屯門赤鱲角隧道         | 32           | 水邊圍邨                   | 青山公路－屏山段       |
| 33               | 空郵中心                   | 航膳西路               | 33           | 元朗廣場（N2）             | 青山公路－元朗段       |
| 34               | 駿運南路                   | 駿運路                 | 34           | 同樂街（N12）              | 青山公路－元朗段       |
| 35               | 機場空運中心               | 駿運路                 | 35           | 谷亭街（N17）              | 青山公路－元朗段       |
| 36               | 亞洲空運中心               | 駿坪路                 | 36           | 形點II                     | 朗日路                 |
| 37               | DHL中亞區樞紐中心          | 南環路                 | 37           | 形點I                      | 形點交通交匯處         |
| 38               | 政府飛行服務隊             | 南環路                 | 38           | 形點I                      | 青山公路－元朗段       |
| 39               | 飛機維修區                 | 南環路                 | 39           | 尚豪庭                     | 寶業街                 |
|                  |                            |                        | 40           | 元朗（德業街）巴士總站     | 元朗（德業街）巴士總站 |

E36P
| 上村開 | 上村開                       | 上村開                       | 航天城開 | 航天城開                     | 航天城開                     |
| 序號   | 車站名稱                     | 位置                         | 序號     | 車站名稱                     | 位置                         |
| ------ | ---------------------------- | ---------------------------- | -------- | ---------------------------- | ---------------------------- |
| 1      | 上村巴士總站                 | 上村巴士總站                 | 1        | 航天城巴士總站               | 航天城交通總匯               |
| 2      | 上村球場                     | 錦上路                       | 2        | 機場（地面運輸中心）巴士總站 | 機場（地面運輸中心）巴士總站 |
| 3      | 上村新村                     | 錦上路                       | 3        | 國泰城                       | 駿明路                       |
| 4      | 石上路                       | 錦上路                       | 4        | 機場警署                     | 航膳西路                     |
| 5      | 謝屋村                       | 錦上路                       | 5        | 駿運南路                     | 駿運路                       |
| 6      | 黎屋村                       | 錦上路                       | 6        | 機場空運中心                 | 駿運路                       |
| 7      | 蓮花地                       | 錦上路                       | 7        | 亞洲空運中心                 | 駿坪路                       |
| 8      | 牛徑                         | 錦上路                       | 8        | 赤鱲角南路                   | 赤鱲角南路                   |
| 9      | 水盞田                       | 錦上路                       | 9        | 東涌纜車站                   | 達東路                       |
| 10     | 東邊路                       | 錦上路                       | 10       | 富東廣場                     | 達東路                       |
| 11     | 元崗村                       | 錦上路                       | 11       | 裕東苑                       | 順東路                       |
| 12     | 八鄉路                       | 錦上路                       | 12       | 青嶼幹線轉車站（N5）         | 北大嶼山公路                 |
| 13     | 田心村                       | 錦上路                       | 13       | 大欖隧道轉車站（B6）         | 青朗公路                     |
| 14     | 石湖塘                       | 錦上路                       | 14       | 東成里                       | 青山公路-元朗段              |
| 15     | 金錢圍                       | 錦上路                       | 15       | 凹頭                         | 錦田公路                     |
| 16     | 新馬路                       | 錦上路                       | 16       | 下高埔村                     | 錦田公路                     |
| 17     | 吳家村                       | 錦上路                       | 17       | 高埔村                       | 錦田公路                     |
| 18     | 大江埔                       | 錦田公路                     | 18       | 蒙養小學                     | 錦田公路                     |
| 19     | 錦田                         | 錦田公路                     | 19       | 泰康圍                       | 錦田公路                     |
| 20     | 錦田街市                     | 錦田公路                     | 20       | 錦田郵局                     | 錦田公路                     |
| 21     | 吉慶圍                       | 錦田公路                     | 21       | 大江埔                       | 錦田公路                     |
| 22     | 蒙養小學                     | 錦田公路                     | 22       | 吳家村                       | 錦上路                       |
| 23     | 高埔村                       | 錦田公路                     | 23       | 新馬路                       | 錦上路                       |
| 24     | 下高埔村                     | 錦田公路                     | 24       | 金錢圍                       | 錦上路                       |
| 25     | 凹頭                         | 錦田公路                     | 25       | 石湖塘                       | 錦上路                       |
| 26     | 東成里                       | 青山公路-元朗段              | 26       | 田心村                       | 錦上路                       |
| 27     | 楊屋村                       | 青山公路-元朗段              | 27       | 八鄉路                       | 錦上路                       |
| 28     | 大欖隧道轉車站（A6）         | 青朗公路                     | 28       | 元崗村                       | 錦上路                       |
| 29     | 青嶼幹線轉車站（A4）         | 北大嶼山公路                 | 29       | 東邊路                       | 錦上路                       |
| 30     | 東涌消防局                   | 順東路                       | 30       | 水盞田                       | 錦上路                       |
| 31     | 東堤灣畔                     | 順東路                       | 31       | 水流田                       | 錦上路                       |
| 32     | 赤鱲角南路                   | 赤鱲角南路                   | 32       | 蓮花地                       | 錦上路                       |
| 33     | 駿運北路                     | 駿運路                       | 33       | 黎屋村                       | 錦上路                       |
| 34     | 香港空運貨站                 | 駿運路                       | 34       | 杜屋村                       | 錦上路                       |
| 35     | 空郵中心                     | 航膳西路                     | 35       | 石上路                       | 錦上路                       |
| 36     | 國泰城                       | 觀景路                       | 36       | 張屋村                       | 錦上路                       |
| 37     | 暢連路                       | 暢連路                       | 37       | 上村球場                     | 錦上路                       |
| 38     | 機場（地面運輸中心）巴士總站 | 機場（地面運輸中心）巴士總站 |          |                              |                              |
| 39     | 航天城巴士總站               | 航天城交通總匯               |          |                              |                              |

E36S
| 元朗（媽横路）開 | 元朗（媽横路）開             | 元朗（媽横路）開             | 機場（地面運輸中心）開 | 機場（地面運輸中心）開       | 機場（地面運輸中心）開       |
| 序號             | 車站名稱                     | 位置                         | 序號                   | 車站名稱                     | 位置                         |
| ---------------- | ---------------------------- | ---------------------------- | ---------------------- | ---------------------------- | ---------------------------- |
| 1                | 山水樓巴士總站               | 媽橫路巴士總站               | 1                      | 機場（地面運輸中心）巴士總站 | 機場（地面運輸中心）巴士總站 |
| 2                | 水邊圍邨                     | 青山公路－屏山段             | 2                      | 國泰城                       | 駿明路                       |
| 3                | 元朗廣場（N2）               | 青山公路－元朗段             | 3                      | 航膳西路                     | 航膳西路                     |
| 4                | 同樂街（N12）                | 青山公路－元朗段             | 4                      | 駿運南路                     | 駿運路                       |
| 5                | 谷亭街（N17）                | 青山公路－元朗段             | 5                      | 機場空運中心                 | 駿運路                       |
| 6                | 形點 II                      | 朗日路                       | 6                      | 亞洲空運中心                 | 駿坪路                       |
| 7                | 形點 I                       | 形點交通交匯處               | 7                      | 赤鱲角南路                   | 赤鱲角南路                   |
| 8                | 大欖隧道轉車站（A6）         | 青朗公路                     | 8                      | 東涌纜車站                   | 達東路                       |
| 9                | 青嶼幹線轉車站（A5）         | 北大嶼山公路                 | 9                      | 富東廣場                     | 達東路                       |
| 10               | 東涌消防局                   | 順東路                       | 10                     | 裕東苑                       | 順東路                       |
| 11               | 東堤灣畔                     | 順東路                       | 11                     | 青嶼幹線轉車站（N5）         | 北大嶼山公路                 |
| 12               | 赤鱲角南路                   | 赤鱲角南路                   | 12                     | 大欖隧道轉車站（B6）         | 青朗公路                     |
| 13               | 駿運北路                     | 駿運路                       | 13                     | 形點 I                       | 青山公路—元朗段              |
| 14               | 香港空運貨站                 | 駿運路                       | 14                     | 又新街（S1）                 | 青山公路—元朗段              |
| 15               | 空郵中心                     | 航膳西路                     | 15                     | 大棠路（S6）                 | 青山公路—元朗段              |
| 16               | 國泰城                       | 觀景路                       | 16                     | 康樂路（S11）                | 青山公路—元朗段              |
| 17               | 暢連路                       | 暢連路                       | 17                     | 水邊圍邨康水樓               | 媽廟路                       |
| 18               | 機場（地面運輸中心）巴士總站 | 機場（地面運輸中心）巴士總站 | 18                     | 山水樓巴士總站               | 媽橫路巴士總站               |

## 爭議
E34B線更名為E36線並改經屯門赤鱲角隧道後，縱使此舉動令行車距離縮短，但元朗公路及屯門公路在繁忙時間塞車頻繁，交通意外也經常出現，以至宏達路不時擠塞皆令整體行車時間增加，引起元朗區議會要求此線繁忙時間甚至全部班次回復行經大欖隧道。不足一個月後，運輸署開始著手與龍運巴士研究將此線部分班次改經大欖隧道的可能性，並於同年7月下旬向元朗區議會正式建議開辦E36S線，其走線與E34B相同，惟只於星期一至六上午及下午繁忙時間分別提供往機場及往元朗方向服務，並在同年8月30日正式實施。

## 外部連結
- 香港巴士大典上的相关条目：龍運巴士E36線
- 香港巴士大典上的相关条目：龍運巴士E36C線
- 香港巴士大典上的相关条目：龍運巴士E36P線
- 香港巴士大典上的相关条目：龍運巴士E36S線